# Chamaecrista newtonii
Chamaecrista newtonii är en ärtväxtart som först beskrevs av Mendonca och Antonio Rocha da Torre, och fick sitt nu gällande namn av John Michael Lock. Chamaecrista newtonii ingår i släktet Chamaecrista och familjen ärtväxter. IUCN kategoriserar arten globalt som livskraftig. Inga underarter finns listade i Catalogue of Life.